# Ruth Rowland Nichols
Ruth Rowland Nichols (23 février 1901 – 25 septembre 1960) est une aviatrice américaine. Elle est la seule femme à détenir simultanément les records mondiaux féminins de vitesse, d'altitude et de distance.

## Biographie
Ruth Rowland Nichols est née le 23 février 1901 à New York. En 1919, son père lui offre un vol en compagnie d'Edward Stinson (en), fondateur de la Stinson Aircraft Company. Elle étudie ensuite la médecine au Wellesley College tout en prenant secrètement des cours de pilotage et obtient sa licence de pilote en 1924,. Elle devient la même année la première Américaine à détenir une licence de pilote d'hydravions.
En 1928, elle effectue le premier vol direct entre New York et Miami en tant que copilote avec son instructeur Harry Rogers. L'année suivante, elle contribue à fonder les Ninety-Nines, une organisation internationale destinée à soutenir les femmes pilotes.
Au cours de la décennie suivante, elle établit une série de records féminins, notamment un record d'altitude à 28 743 pieds (8 761 m) puis un record de vitesse à 210,7 milles par heure (339 km/h).
Elle tente en juin 1931 de devenir la première femme à traverser l'océan Atlantique en solo mais s'écrase au Nouveau-Brunswick. Après son accident, elle établit le record féminin de distance en avion en parcourant 1 977 milles (3 182 km) d'Oakland en Californie à Louisville dans le Kentucky.
Souffrant de dépression, Ruth Nichols met fin à ses jours le 25 septembre 1960 à New York par l'ingestion de barbituriques. Elle est enterrée au cimetière de Woodlawn.